# Идеальный проводник
Идеальный проводник — материал, который беспрепятственно проводит электрический ток при любой напряженности электростатического поля, однако обладает обычными магнитными свойствами (положительная или малая отрицательная магнитная восприимчивость).
В природе идеальные проводники не встречаются, однако это полезная модель для случаев, когда сопротивление какого-либо объекта пренебрежимо мало. Так, в электрических схемах провода, как правило, считаются идеальными проводниками; в так называемой идеальной магнитной гидродинамике среду считают идеальным проводником.

## Свойства
Идеальный проводник обладает нулевым электрическим сопротивлением или, что то же самое, бесконечной электропроводностью. В таком материале могут присутствовать незатухающие стационарные электрические токи. В обычном проводнике из-за сопротивления ток приводит к нагреванию материала, идеальный же проводник не будет нагреваться, а значит, и терять энергию. В то же время ток смещения в идеальном проводнике равен нулю.
Магнитный поток через любой контур в идеальном проводнике не меняется со временем. Попытка его изменения путём приложения внешнего магнитного поля приведёт лишь к тому, что согласно закону Фарадея в идеальном проводнике возникнут стационарные токи, в точности компенсирующие изменение; в частности, если некий материал помещён во внешнее поле, затем каким-то образом переходит в состояние идеального проводника, после чего внешнее поле отключается, то токи в этом идеальном проводнике сложатся так, чтобы поддерживать внутри него ту же самую конфигурацию магнитного поля — поле «заморозится».
Сверхпроводник тоже имеет нулевое сопротивление, но он отличается от идеального проводника тем, что магнитное поле в нём равно нулю всегда, даже если поле было включено в момент перехода материала в сверхпроводящее состояние (эффект Мейснера).
Сверхпроводник проявляет и другие макроскопические квантовые эффекты, отсутствующие у идеального проводника, например, эффект Джозефсона.